# خط القصبة - الحراش
خط سكة حديد من القصبة إلى الحراش هو خط سكة حديد يقع في ولاية الجزائر.

## تاريخ
يرجع إنشاء خط سكة حديد من القصبة إلى الحراش إلى النصف الثاني من القرن التاسع عشر حينما تم تدشينه ما بين محطة قطار القصبة ومحطة قطار البليدة في يوم 15 أوت 1862م بالموازاة مع استلامه كأول خط سكة حديد طوله 50 كلم يربط مدينة الجزائر بمدينة البليدة · .
وكان المهندس المعماري شارل فريديريك شاسيريو [الفرنسية] هو الذي قام بتصميم مبنى هذه المحطات عند إنشائه الأول.
وتم تاريخيا البدء في إنشاء خط سكة حديد من القصبة إلى الحراش أثناء الاحتلال الفرنسي للجزائر مباشرة بعد إقرار المرسوم الإمبراطوري بتاريخ 8 أفريل 1857م القاضي بإنجاز خط سكة حديد من الجزائر إلى وهران.
وتكفلت شركة السكك الحديدية الجزائرية [الفرنسية] بإنجاز هذا المشروع وفق صيغة امتياز استغلال سكة حديد [الفرنسية] بواسطة عقدين بتاريخ 20 جوان 1860م و11 جويلية 1860م.
وكان نابليون الثالث قد أمر في العام 1858م بتهيئة الأرضية الممتدة من قصبة الجزائر إلى غاية بوفاريك تحضيرا لإنجاز سكة حديد.
وتم إنهاء بناء خط سكة حديد من القصبة إلى الحراش وتدشينه في العام 1865م أثناء إنجاز خط سكة حديد من الجزائر إلى وهران.
وصار استغلال خط سكة الحديد من القصبة إلى البليدة فعليا ابتداء من 8 سبتمبر 1862م بالنسبة لقطار السلع [الفرنسية]، ثم في 25 أكتوبر 1862م بالنسبة لقطار المسافرين [الفرنسية].
وتمت إعادة تهيئة خط سكة حديد من القصبة إلى الحراش في بداية القرن العشرين ليبقى على نفس الشكل إلى غاية العام 1987م · .

## الخط

### خصائص الخط
يبلغ طول الخط المزدوج 10 كلم، وهو مكهرب بكمون 25 كيلوفولت وتردد 50 هرتز

### محطات الخط
إضافة إلى المحطة الموجودة في قصبة الجزائر، فإن هذا الخط سيتضمن خمس محطات جديدة هي: الجزائر الوسطى، بلوزداد، حسين داي، المقارية، والحراش.
|  |   |  | محطات القطار | البلديات   | الربط بالقطار والترامواي                        | الربط بالمترو |
|  | - |  | ------------ | ---------- | ----------------------------------------------- | --- |
|  | ● |  | الجزائر      | القصبة     | • محطة قطار عين البنيان • محطة قطار زرالدة      | • محطة مترو بن باديس • محطة مترو ساحة الشهداء                                                                                        |
|  | ● |  | آغا          | سيدي امحمد |                                                 | • محطة مترو خليفة بوخالفة [الفرنسية] • محطة مترو تافورة                                                                              |
|  | ● |  | الورشات      | بلوزداد    |                                                 | • محطة مترو حديقة التسلية [الفرنسية] • محطة مترو الحامة [الفرنسية] • محطة مترو عيسات إيدير [الفرنسية] • محطة مترو أول ماي [الفرنسية] |
|  | ● |  | حسين داي     | حسين داي   |                                                 | • محطة مترو البحر والشمس [الفرنسية] • محطة مترو حي عميروش [الفرنسية] • محطة مترو المعدومين [الفرنسية]                                |
|  | ● |  | المقارية     | المقارية   |                                                 | • محطة مترو باش جراح 1 [الفرنسية] • محطة مترو باش جراح 2 [الفرنسية] • محطة مترو حي البدر [الفرنسية]                                  |
|  | ● |  | الحراش       | الحراش     | • محطة قطار جسر قسنطينة • محطة قطار وادي السمار | • محطة مترو قطار الحراش [الفرنسية] • محطة مترو وسط الحراش [الفرنسية]                                                                 |

## مكتبة الصور

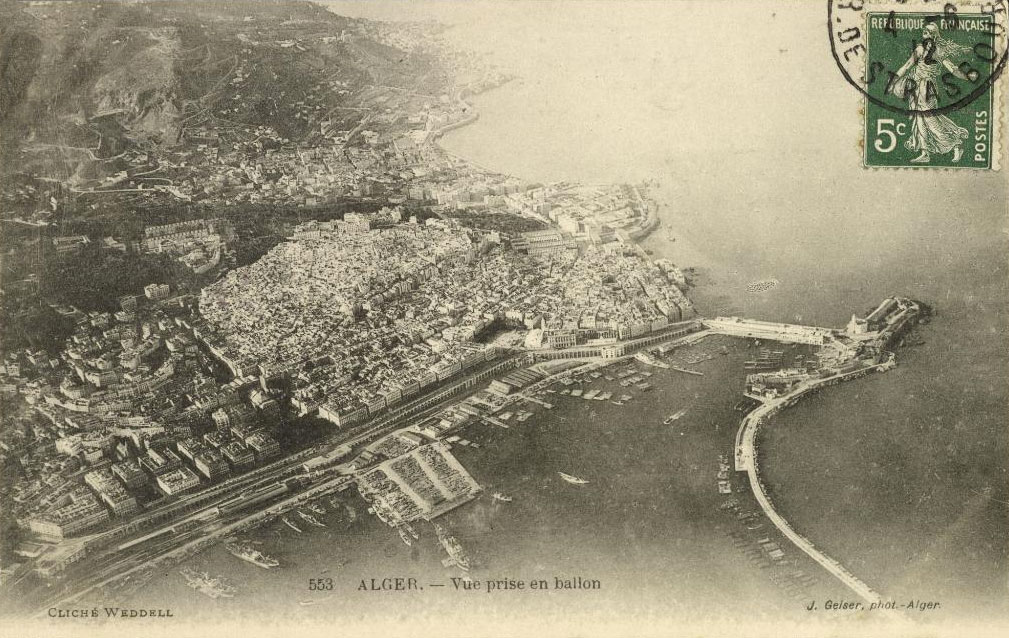
محطة قطار القصبة (1912م)
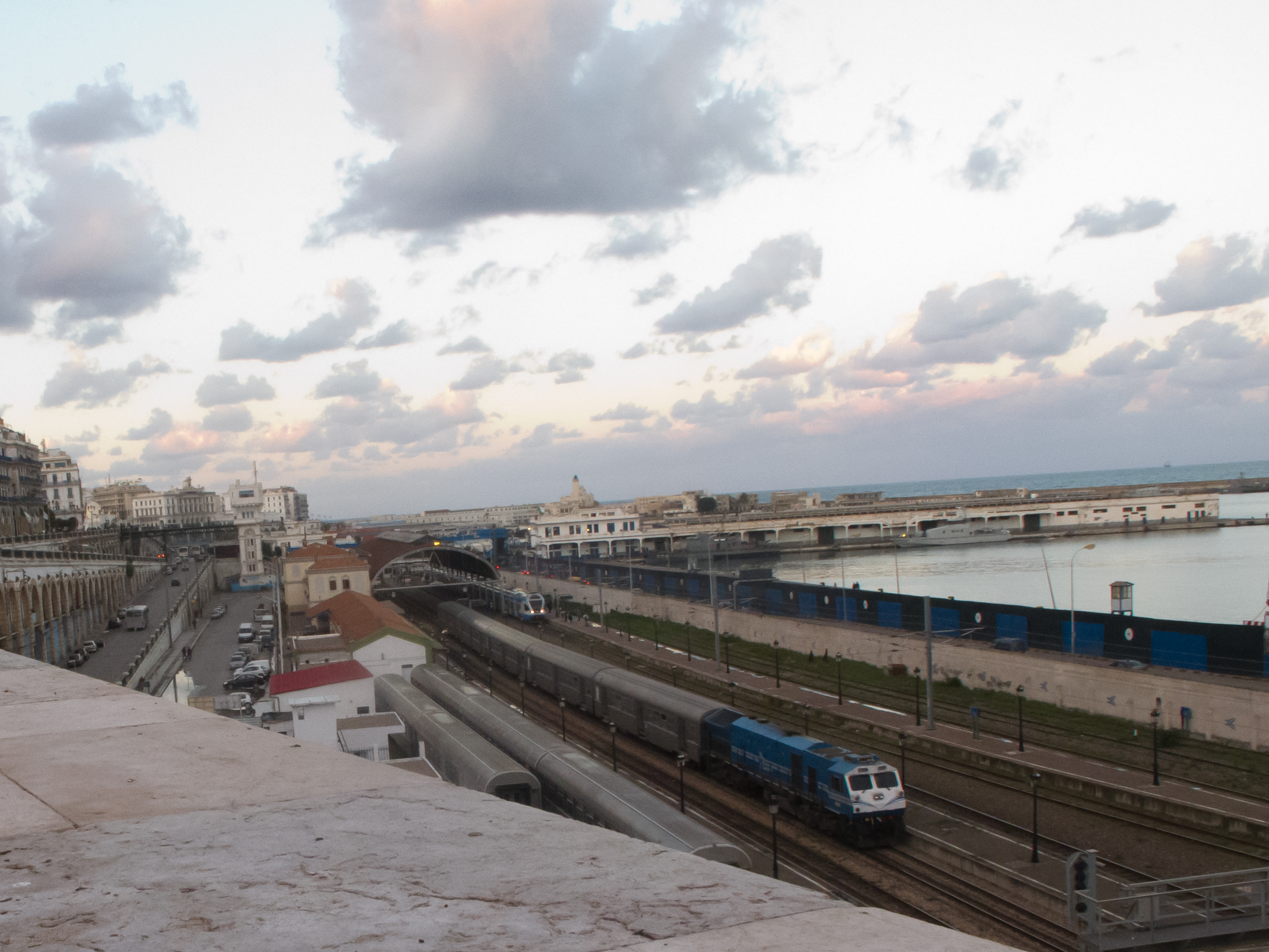
محطة قطار القصبة (2010م)
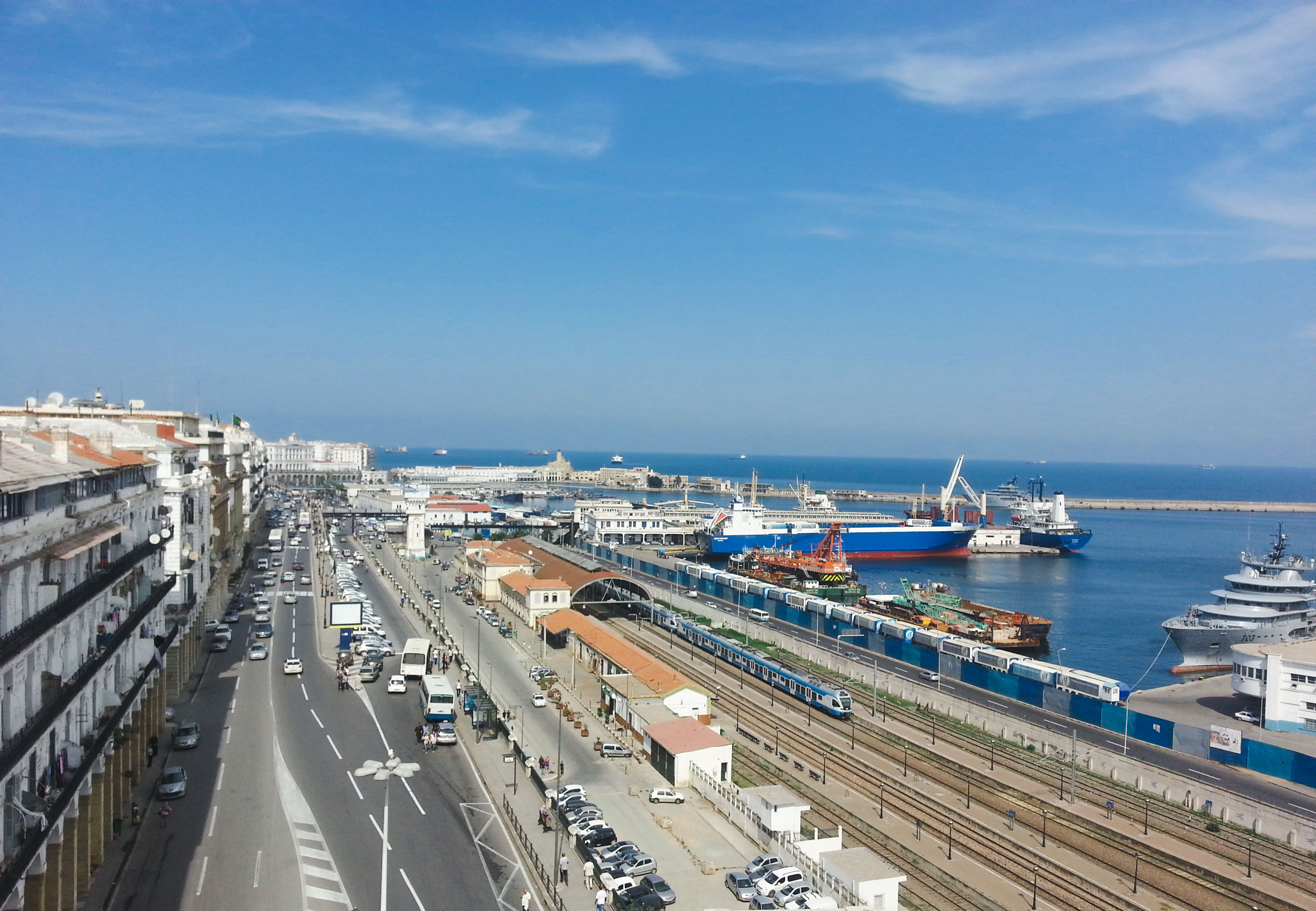
محطة قطار القصبة (2013م)
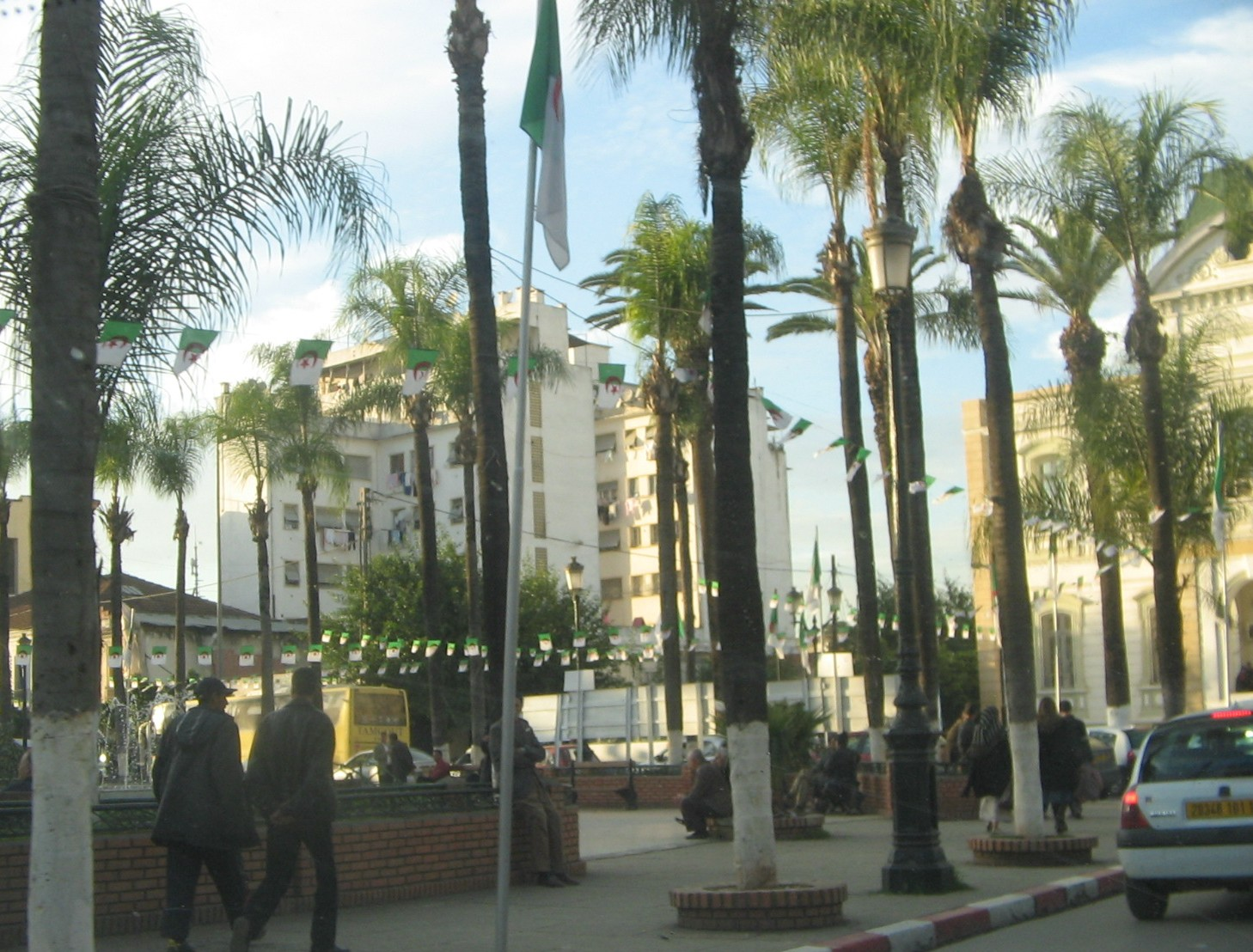
ساحة الحراش
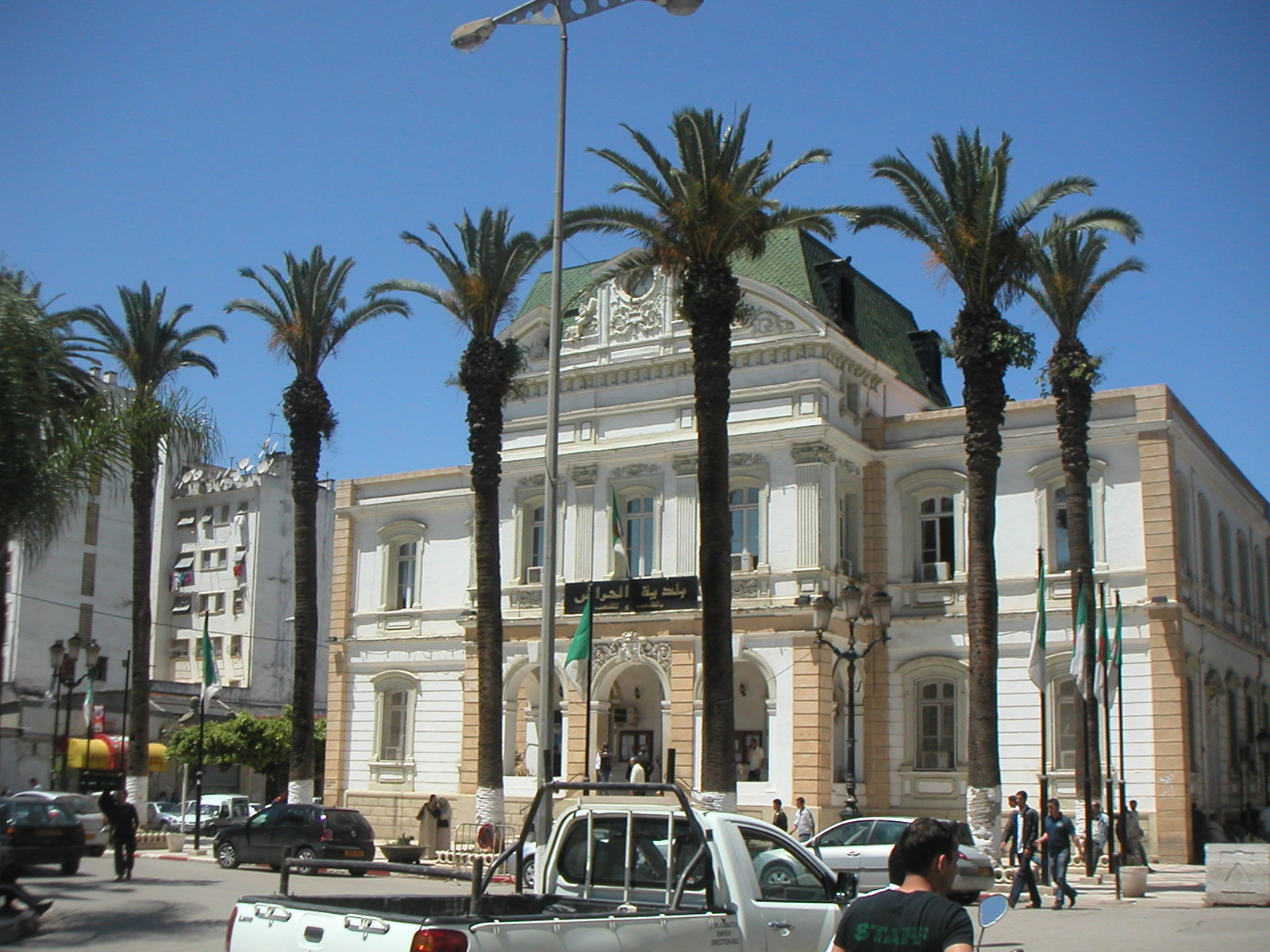
ساحة الحراش
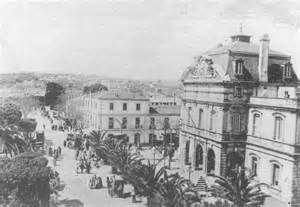
ساحة الحراش
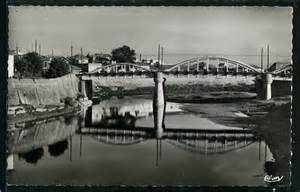
جسر الحراش
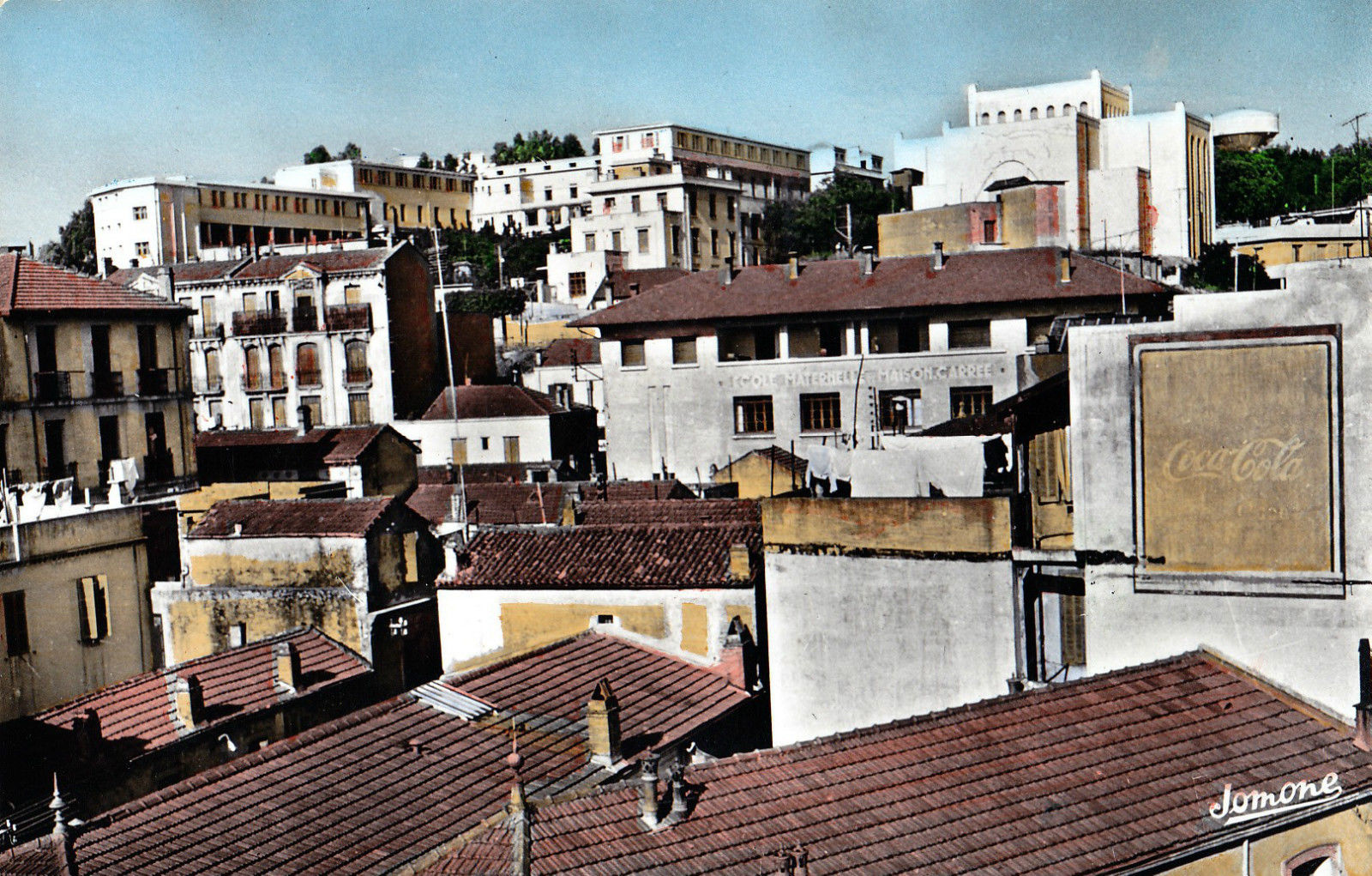
الحراش
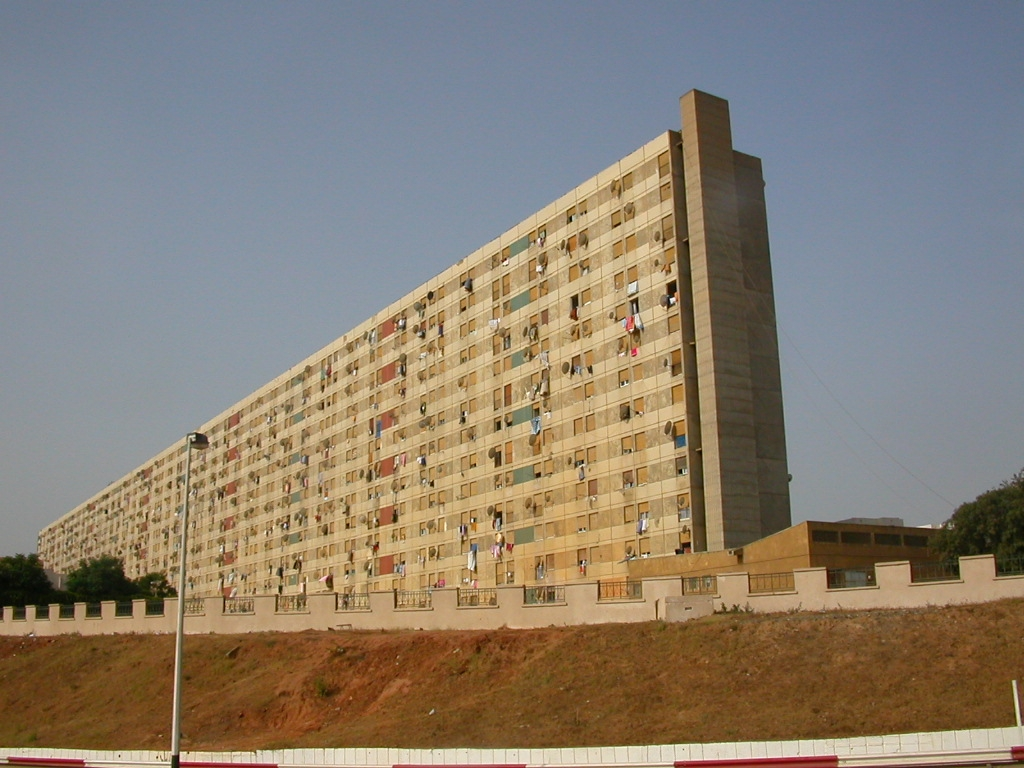
حي الكثبان في الحراش [الفرنسية]
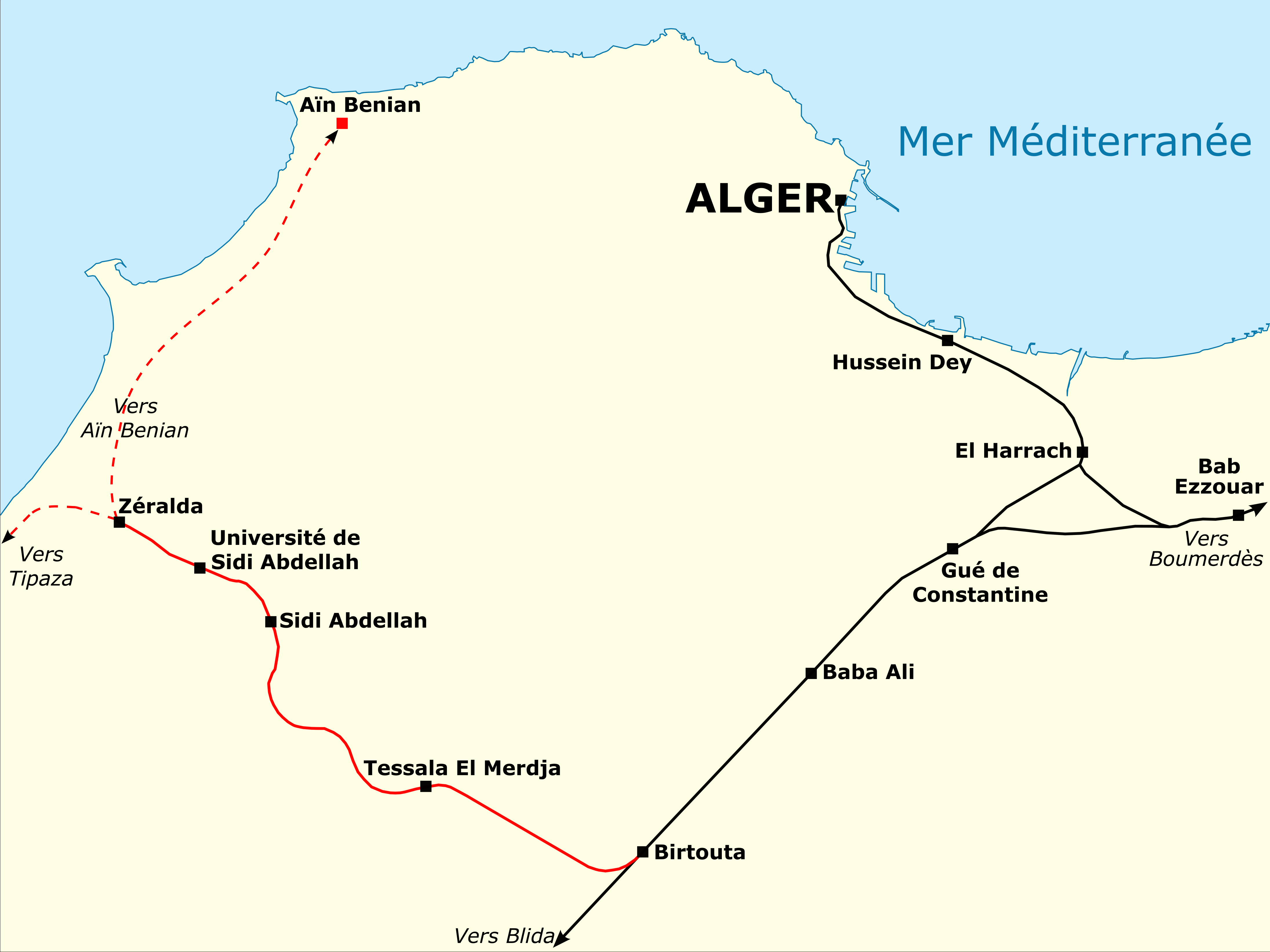
خط سكة حديد من القصبة إلى عين البنيان
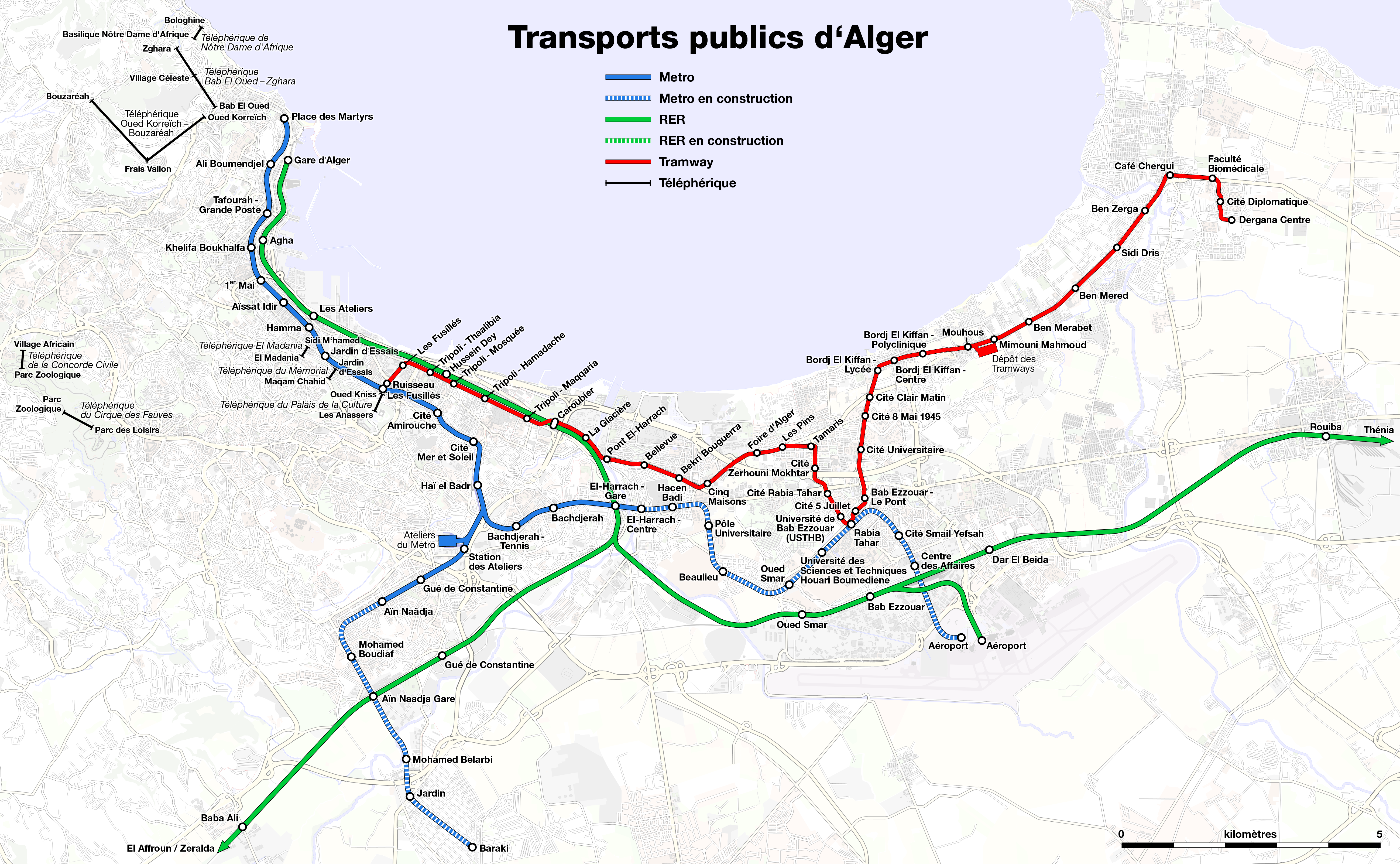
مترو الجزائر وترامواي الجزائر العاصمة
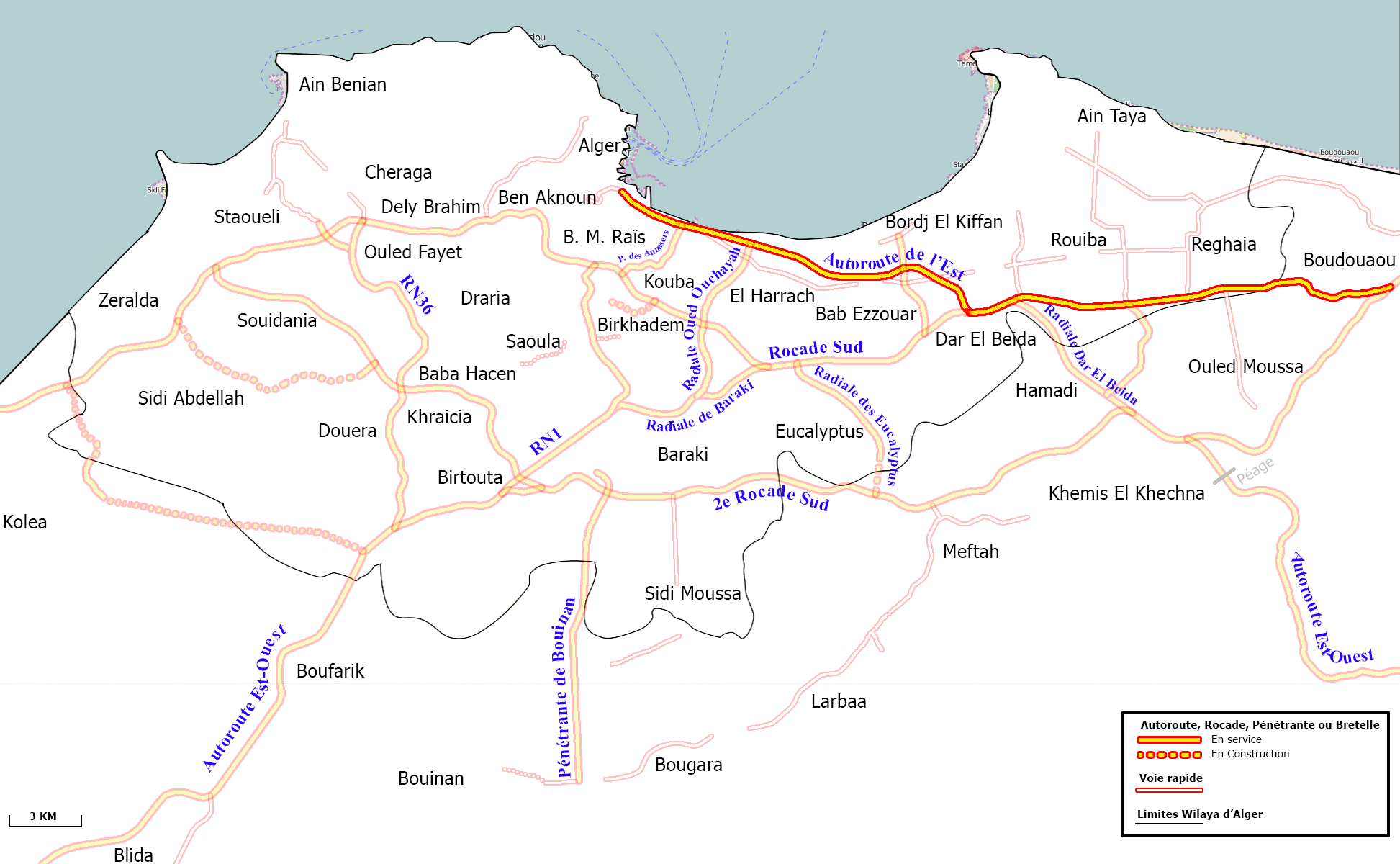
النقل في ولاية الجزائر
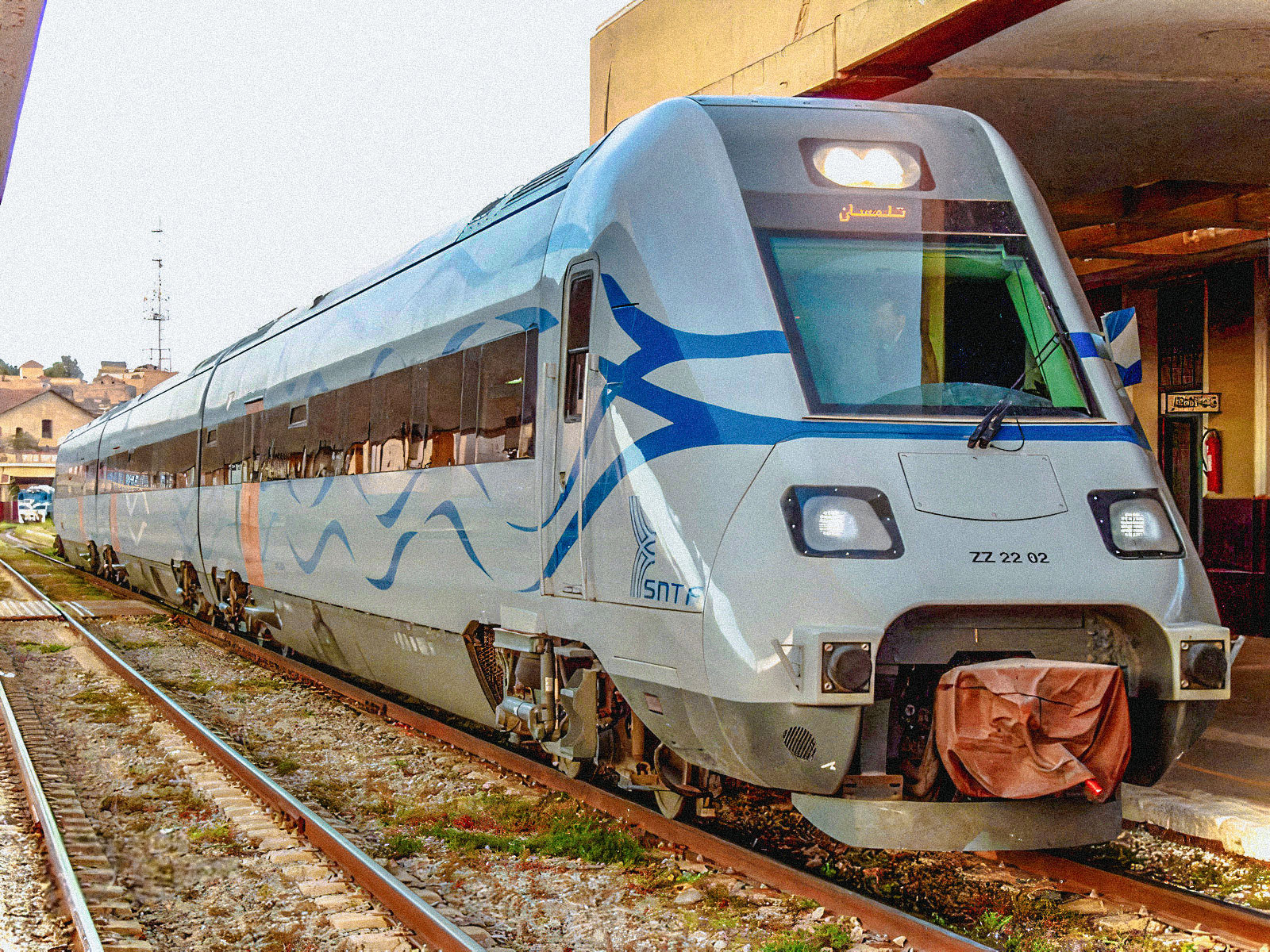
الشركة الوطنية للنقل بالسكك الحديدية
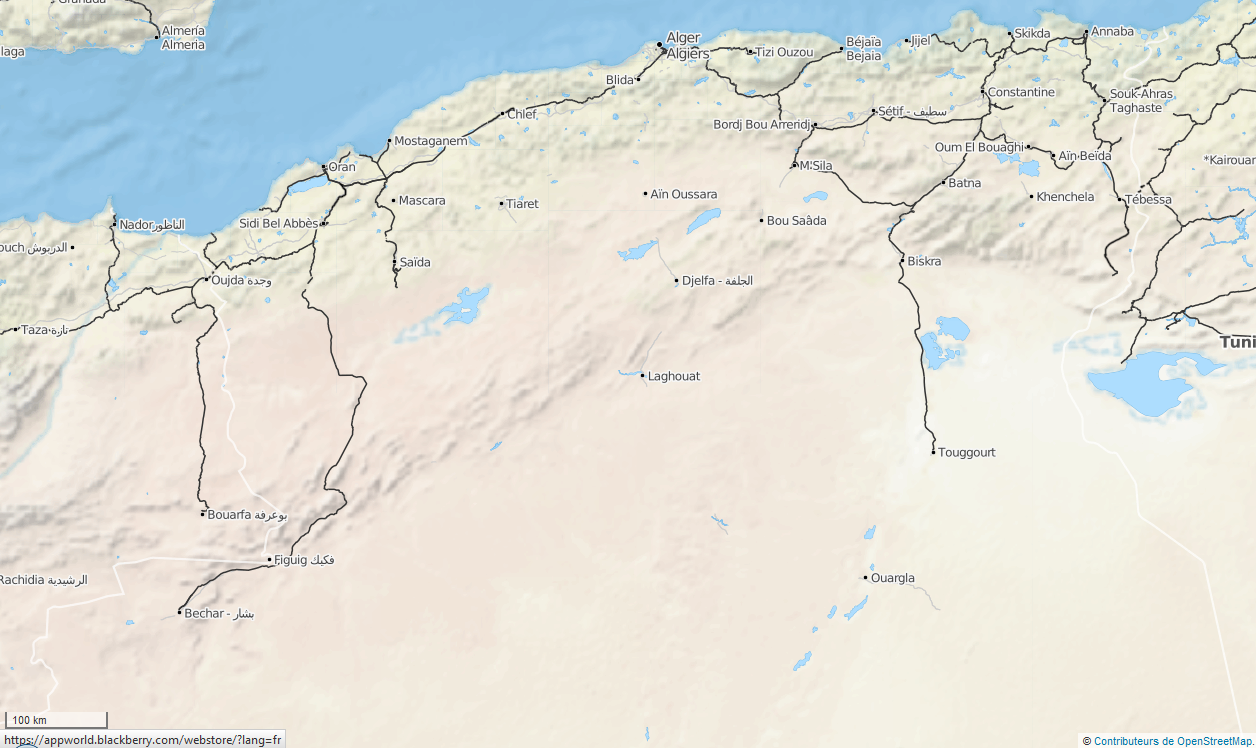
النقل بالسكة الحديدية في الجزائر
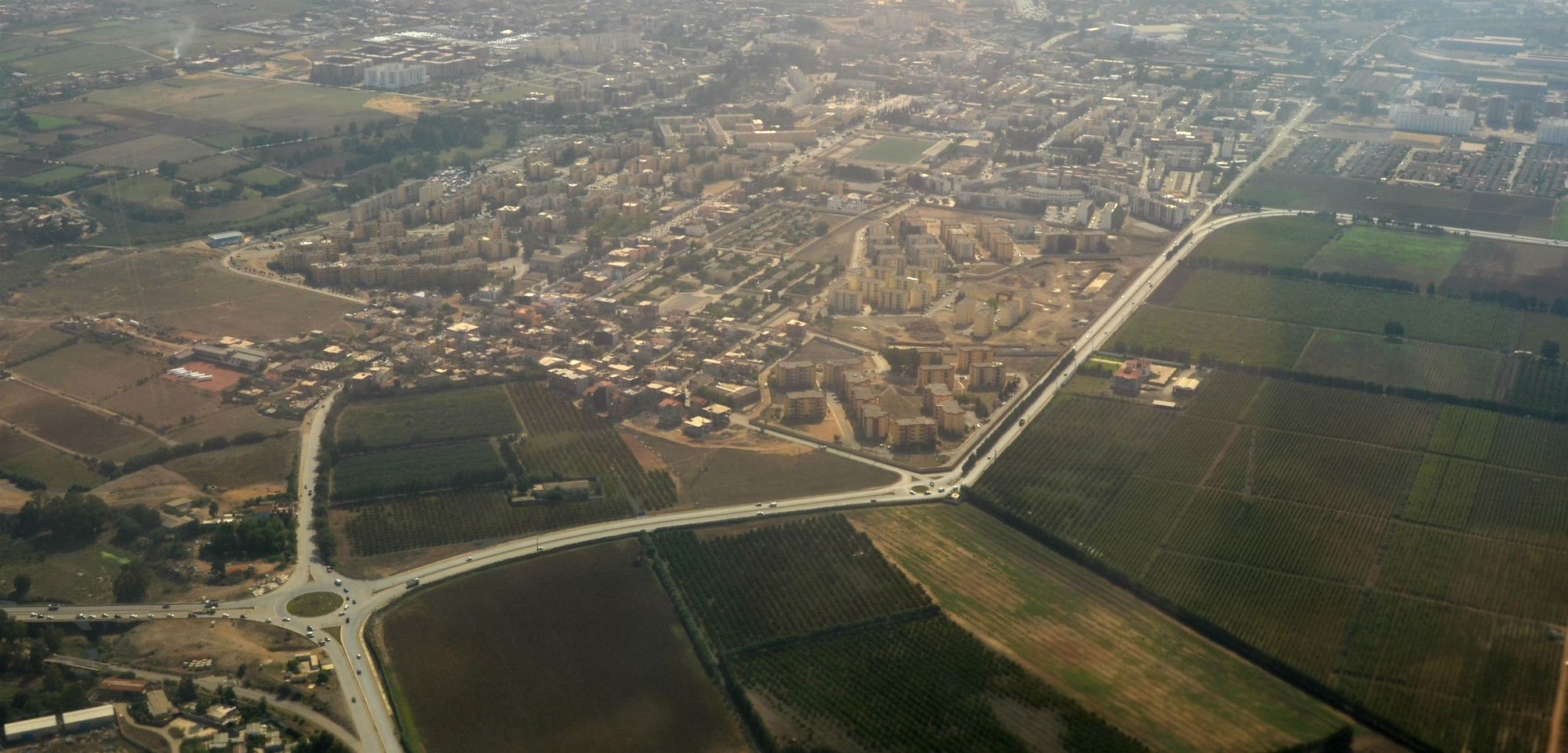
الطريق الوطني رقم 5
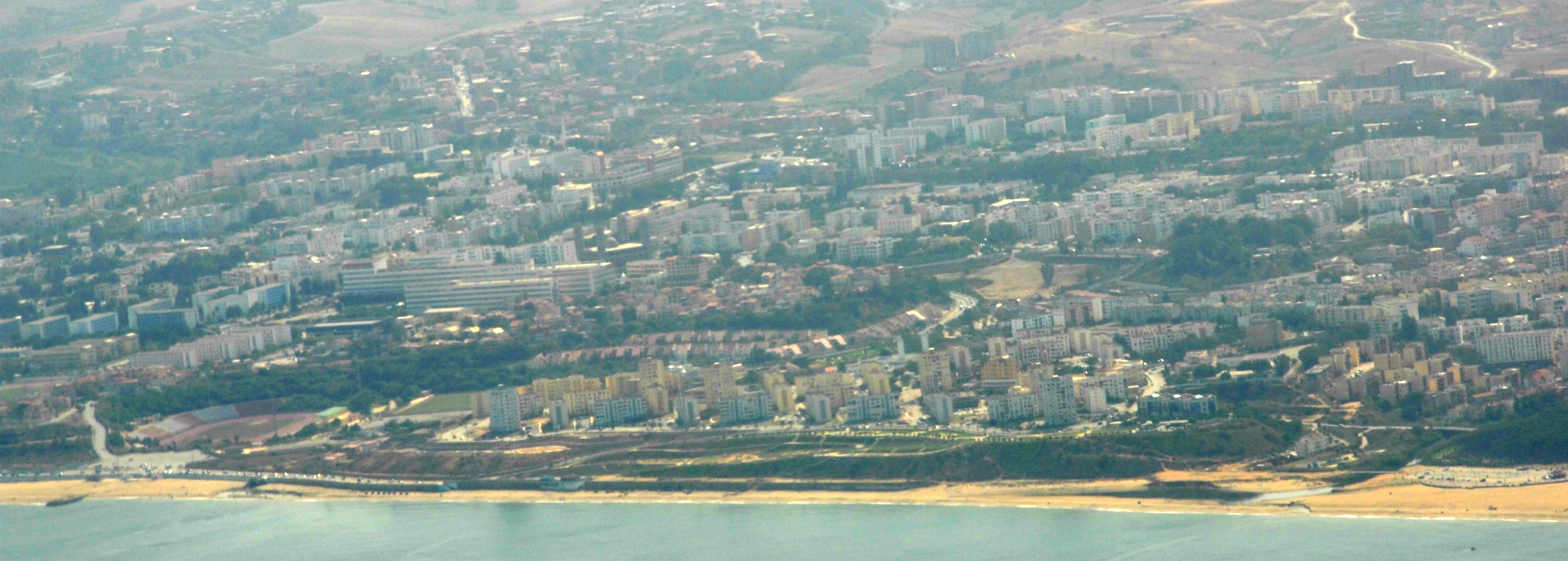
الطريق الوطني رقم 24
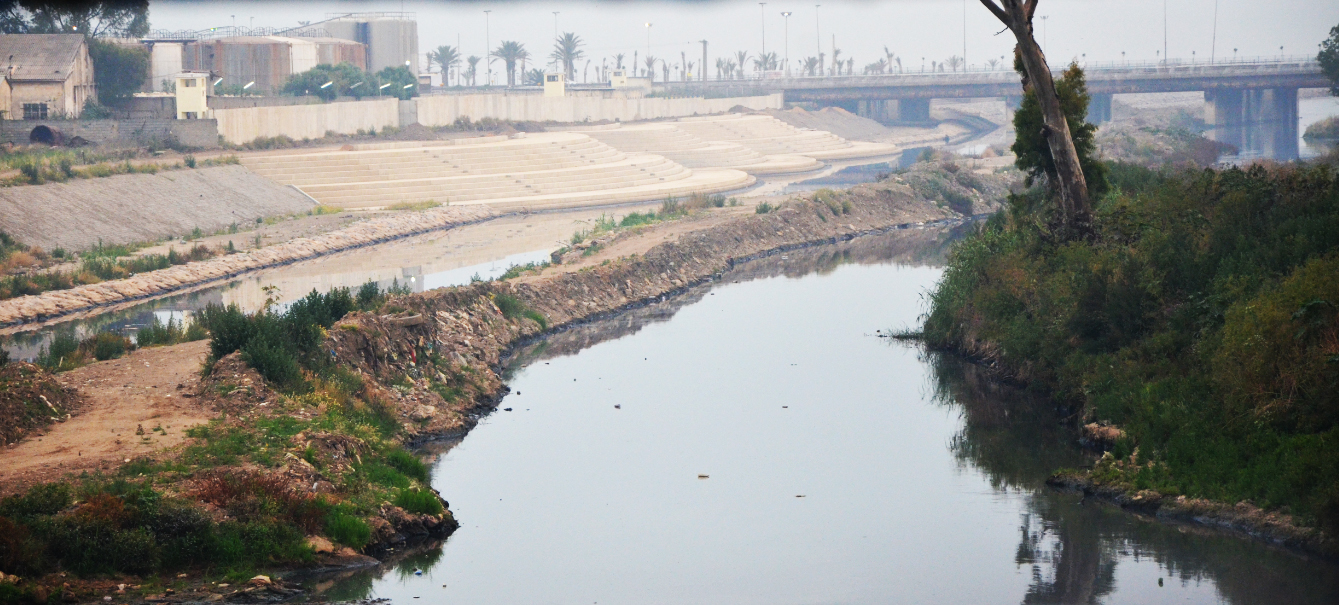
وادي الحراش في 2016م
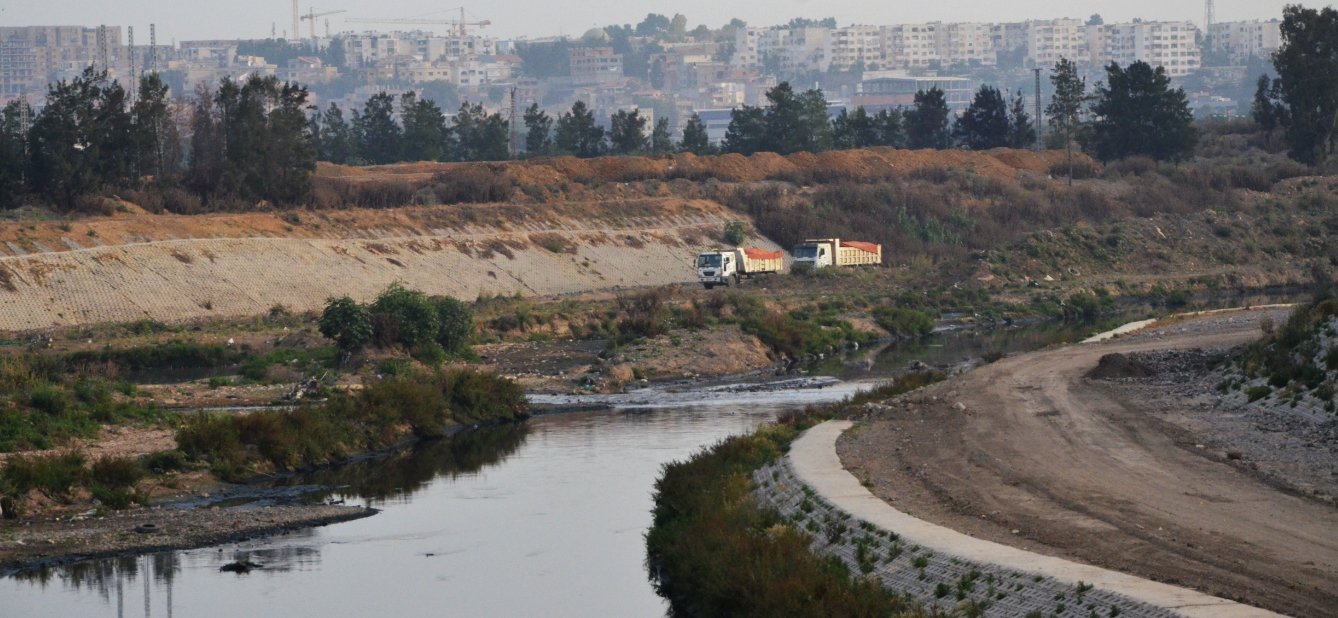
وادي الحراش في 2016م
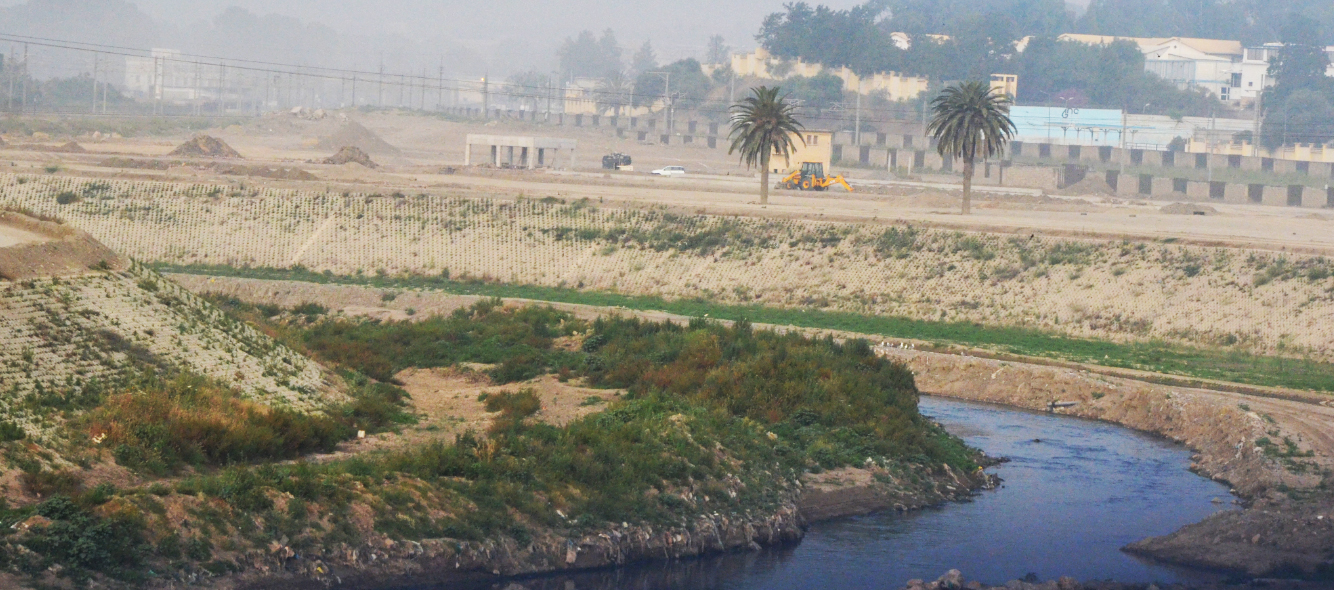
وادي الحراش في 2016م

### مواضيع ذات صلة
- وزارة النقل الجزائرية
- الشركة الوطنية للنقل بالسكك الحديدية
- النقل في الجزائر
- محطات السكك الحديدية في الجزائر
- النقل بالسكة الحديدية في الجزائر
- النقل في ولاية الجزائر
- تاريخ السكك الحديدية الجزائرية
- قائمة خطوط السكة الحديدية في الجزائر
- الوكالة الوطنية لدراسة ومتابعة إنجاز الاستثمارات في السكك الحديدية
- قائمة محطات القطار في الجزائر
- شركة السكك الحديدية الجزائرية [الفرنسية]
- خط سكة حديد من الجزائر إلى وهران

### فيديوهات
- 1- خط السكة الحديدية بين زرالدة وبئر توتة على يوتيوب
- 2- خط السكة الحديدية بين زرالدة وبئر توتة على يوتيوب
- 3- خط السكة الحديدية بين زرالدة وبئر توتة على يوتيوب
- 4- خط السكة الحديدية بين زرالدة وبئر توتة على يوتيوب
- 5- خط السكة الحديدية بين زرالدة وبئر توتة على يوتيوب
- 6- خط السكة الحديدية بين زرالدة وبئر توتة على يوتيوب
- 7- خط السكة الحديدية بين زرالدة وبئر توتة على يوتيوب
- 8- خط السكة الحديدية بين زرالدة وبئر توتة على يوتيوب

### وصلات خارجية
- الموقع الرسمي للشركة الوطنية للنقل بالسكك الحديدية
- الموقع الرسمي لولاية الجزائر